# Saint-Simon (tổng)
Tổng Saint-Simon là một tổng ở tỉnh Aisne trong vùng Hauts-de-France.

## Địa lý
Tổng này được tổ chức xung quanh Saint-Simon thuộc quận Saint-Quentin. Độ cao thay đổi từ 60 m (Pithon) đến 158 m (Annois) với độ cao trung bình 76 m.

## Hành chính
| Giai đoạn | Ủy viên       | Đảng | Tư cách |
| --------- | ------------- | ---- | ------- |
| 2008-2014 | Roland Renard | DVG  |         |
| 2001-2008 | Roland Renard | DVG  |         |

## Các đơn vị cấp dưới
Tổng Saint-Simon gồm 23 xã với dân số là 11 001 người (điều tra năm 1999, dân số không tính trùng)
| Xã                       | Dân số | Mã bưu chính | Mã insee |
| ------------------------ | ------ | ------------ | -------- |
| Annois                   | 383    | 2480         | 02019    |
| Artemps                  | 338    | 2480         | 02025    |
| Aubigny-aux-Kaisnes      | 271    | 2590         | 02032    |
| Bray-Saint-Christophe    | 68     | 2480         | 02117    |
| Castres                  | 164    | 2680         | 02142    |
| Clastres                 | 509    | 2440         | 02199    |
| Contescourt              | 74     | 2680         | 02214    |
| Cugny                    | 503    | 2480         | 02246    |
| Dallon                   | 403    | 2680         | 02257    |
| Dury                     | 177    | 2480         | 02273    |
| Flavy-le-Martel          | 1 520  | 2520         | 02315    |
| Fontaine-lès-Clercs      | 274    | 2680         | 02320    |
| Grugies                  | 906    | 2680         | 02359    |
| Happencourt              | 162    | 2480         | 02367    |
| Jussy                    | 1 304  | 2480         | 02397    |
| Montescourt-Lizerolles   | 1 476  | 2440         | 02504    |
| Ollezy                   | 158    | 2480         | 02570    |
| Pithon                   | 98     | 2480         | 02604    |
| Saint-Simon              | 651    | 2640         | 02694    |
| Seraucourt-le-Grand      | 715    | 2790         | 02710    |
| Sommette-Eaucourt        | 157    | 2480         | 02726    |
| Tugny-et-Pont            | 268    | 2640         | 02752    |
| Villers-Saint-Christophe | 437    | 2590         | 02815    |

## Biến động dân số
| 1962                                                     | 1968   | 1975   | 1982   | 1990   | 1999   |
| -------------------------------------------------------- | ------ | ------ | ------ | ------ | ------ |
| 9 588                                                    | 10 574 | 10 453 | 10 417 | 11 124 | 11 001 |
| Nombre retenu à partir de 1962 : dân số không tính trùng |        |        |        |        |        |